# Mleczaj żółknący

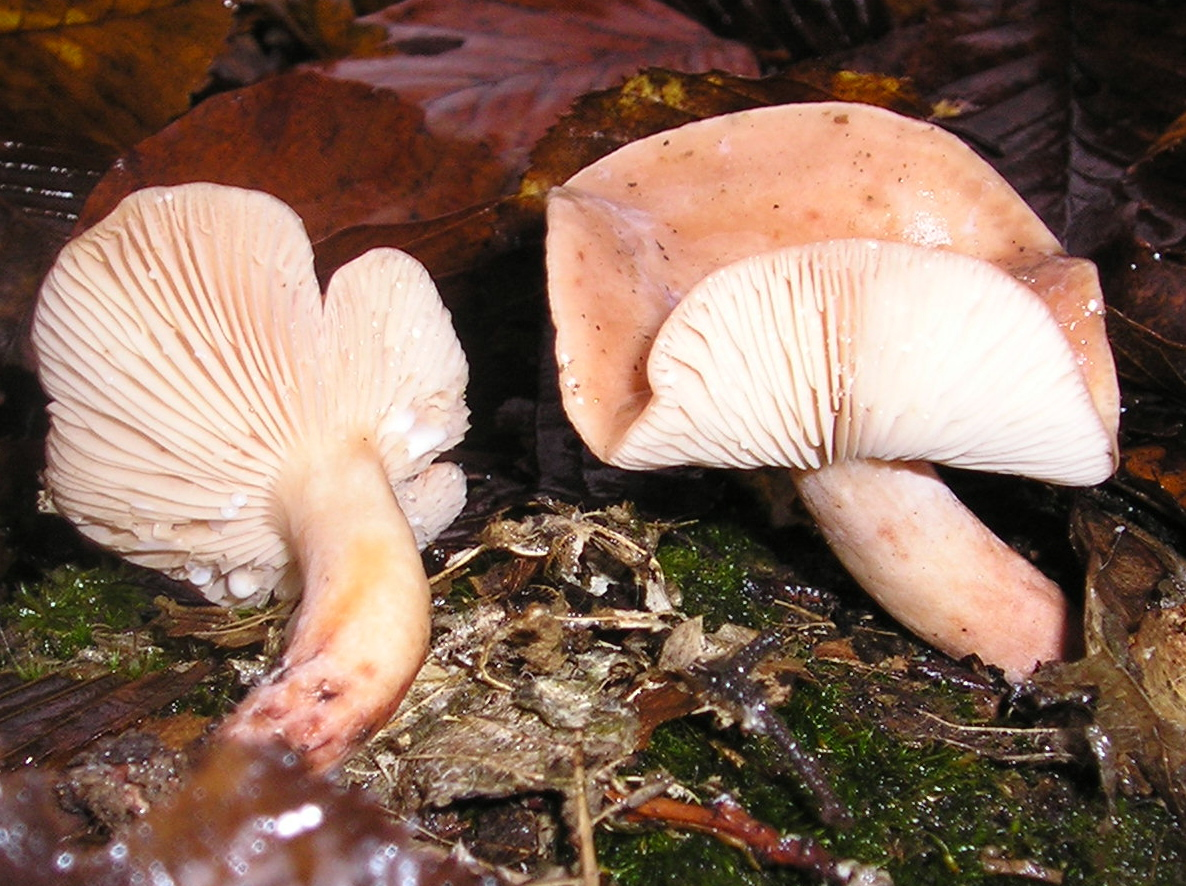

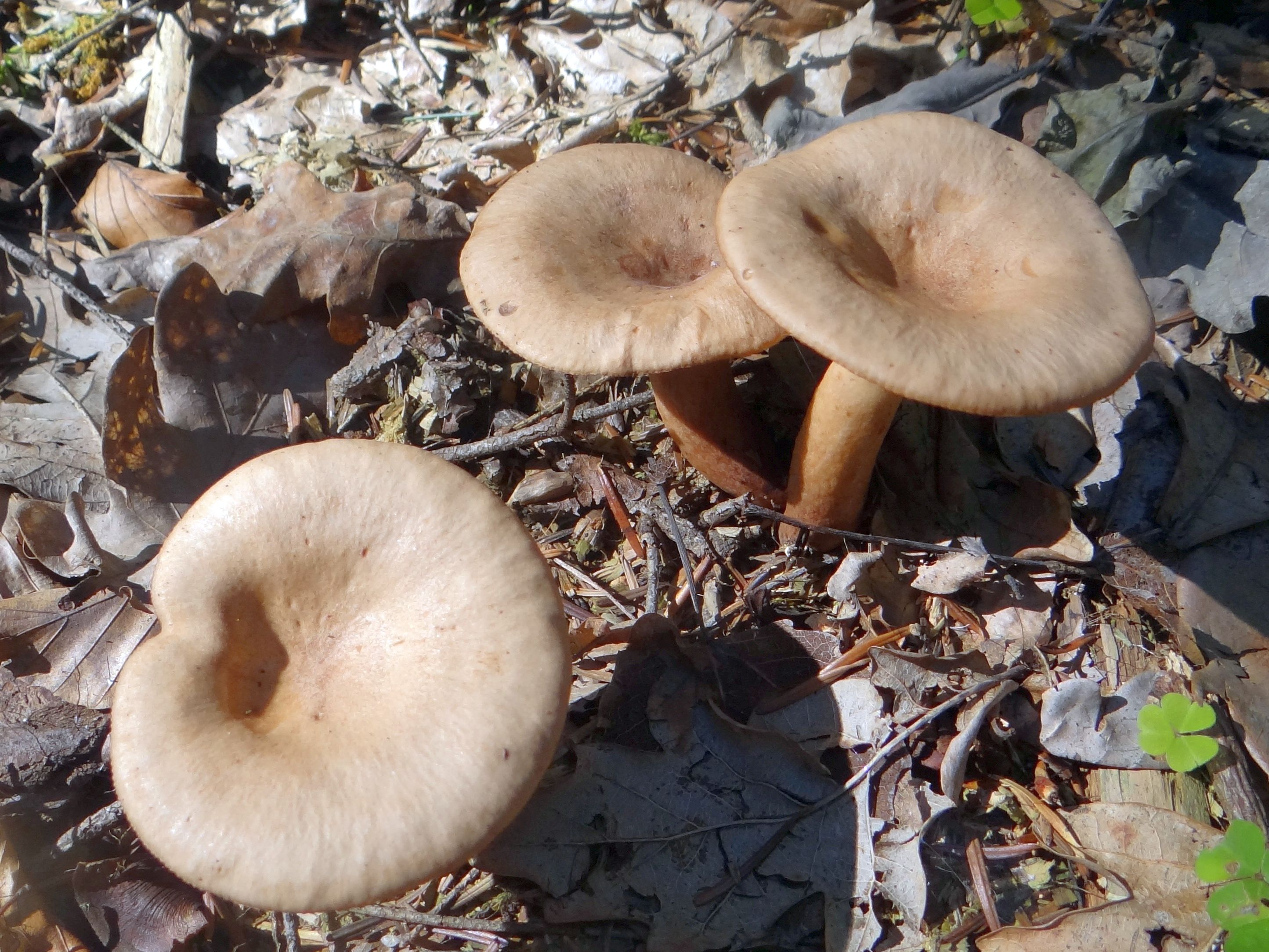

Mleczaj żółknący, mleczaj łudzący (Lactarius decipiens Quél.) – gatunek grzybów należący do rodziny gołąbkowatych (Russulaceae).

## Systematyka i nazewnictwo
Pozycja w klasyfikacji według Index Fungorum: Lactarius, Russulaceae, Russulales, Incertae sedis, Agaricomycetes, Agaricomycotina, Basidiomycota, Fungi.
Po raz pierwszy opisał go w 1886 r. Lucien Quélet i nadana przez niego nazwa naukowa jest aktualna. Ma 4 synonimy:
- Lactarius rubescens Bres. 1887
- Lactarius rufus var. decipiens (Quél.) Killerm. 1933
- Lactarius theiogalus var. decipiens (Quél.) Maire 1937
- Lactifluus decipiens (Quél.) Kuntze 1891[2].

Alina Skirgiełło w 1998 r. nadała mu polską nazwę mleczaj łudzący, Władysław Wojewoda w 2003 r. zarekomendował nazwę mleczaj żółknący.

## Morfologia
Kapelusz
Średnica 3–6, rzadko do 8 cm, początkowo silnie wypukły, w miarę rozwoju coraz bardziej płaski, na koniec silnie wklęsły z niewielkim garbkiem. W stanie wilgotnym nieco śliski. Powierzchnia gładka, o barwie od różowoochrowej do beżowoochrowej, na środku nieco ciemniejsza, miejscami z brudnymi plamami. Brzeg długo pozostaje podwinięty, na koniec jednak płaski, często nieco falisty i prążkowany.
Blaszki
Gęste z blaszeczkami, przyrośnięte lub nieco zbiegające, cielistożółtawe. U młodych okazów mleczko wycieka obficie, u starszych skąpo. Jest białe, na powietrzu po kilku minutach przebarwia się na żółto. Smak początkowo łagodny, potem gorzki i piekący.
Trzon
O wysokości 3–8 cm i grubości 0,3–1 cm, cylindryczny, kruchy, tej samej barwy co kapelusz.
Miąższ
Cienki i miękki, białoróżowawy, o zapachu pelargonii, w smaku początkowo łagodny, potem gorzki.
Wysyp zarodników
Jasnożółty.
Cechy mikroskopowe
Zarodniki 7,5–9 × 6,5–7,5, słabo brodawkowato-siateczkowate. Podstawki 40–48 × 8–10,5 µm. Cheilocystydy wrzecionowate, licznie występujące zarówno na ostrzu, jak i bokach blaszek.

## Występowanie i siedlisko
W Europie podano liczne stanowiska tego gatunku i jest tu szeroko rozprzestrzeniony. Poza Europą podano tylko pojedyncze stanowiska w Azji i Ameryce Północnej. W Polsce W. Wojewoda w 2003 r. przytoczył pięć stanowisk z uwagą, że jego rozprzestrzenienie i stopień zagrożenia nie są znane. Mała liczba stanowisk w Polsce wynika z tego, że jest mało znany. W późniejszych latach podano nowe stanowiska.
Naziemny grzyb mykoryzowy. Występuje w lasach liściastych i mieszanych pod grabami i dębami. Owocniki tworzy od maja do października.